# Campionato sudamericano femminile under 22 di pallavolo 2014
Il campionato sudamericano femminile under 22 di pallavolo 2014 si è svolto dal 20 al 24 agosto 2014 a Popayán, in Colombia: al torneo hanno partecipato sei squadre nazionali under 22 sudamericane e la vittoria finale è andata per la prima volta al Brasile.

## Impianti
|                                                             |  |  |
|                                                             |  |  |
| Coliseo Menor Città: Popayán Capienza: - Anno d'apertura: - |  |  |

## Regolamento

### Formula
Le squadre hanno disputato un'unica fase con formula del girone all'italiana.

### Criteri di classifica
Se il risultato finale è stato di 3-0 o 3-1 sono stati assegnati 3 punti alla squadra vincente e 0 a quella sconfitta, se il risultato finale è stato di 3-2 sono stati assegnati 2 punti alla squadra vincente e 1 a quella sconfitta.
L'ordine del posizionamento in classifica è stato definito in base a:
- Punti;
- Ratio dei set vinti/persi;
- Ratio dei punti realizzati/subiti;
- Risultati degli scontri diretti.

## Squadre partecipanti
| Squadra   | Qualificazione      | Ultima partecipazione |
| --------- | ------------------- | --------------------- |
| Argentina | -                   | Debutto               |
| Brasile   | -                   | Debutto               |
| Cile      | -                   | Debutto               |
| Colombia  | Paese organizzatore | Debutto               |
| Perù      | -                   | Debutto               |
| Venezuela | -                   | Debutto               |

## Torneo

### Risultati
| 20 agosto 2014 Coliseo Menor, Popayán Durata: ? - Spettatori: ? | Perù      | 3 - 2 | Argentina | 18-25, 25-21, 25-21, 21-25, 15-10 |
| 20 agosto 2014 Coliseo Menor, Popayán Durata: ? - Spettatori: ? | Cile      | 0 - 3 | Brasile   | 14-25, 14-25, 9-25                |
| 20 agosto 2014 Coliseo Menor, Popayán Durata: ? - Spettatori: ? | Venezuela | 1 - 3 | Colombia  | 25-23, 13-25, 15-25, 20-25        |
| 21 agosto 2014 Coliseo Menor, Popayán Durata: ? - Spettatori: ? | Brasile   | 3 - 0 | Perù      | 25-17, 25-21, 25-12               |
| 21 agosto 2014 Coliseo Menor, Popayán Durata: ? - Spettatori: ? | Argentina | 3 - 0 | Venezuela | 25-17, 25-13, 25-19               |
| 21 agosto 2014 Coliseo Menor, Popayán Durata: ? - Spettatori: ? | Colombia  | 3 - 0 | Cile      | 25-15, 25-12, 25-15               |
| 22 agosto 2014 Coliseo Menor, Popayán Durata: ? - Spettatori: ? | Perù      | 3 - 1 | Cile      | 24-26, 25-14, 25-19, 25-10        |
| 22 agosto 2014 Coliseo Menor, Popayán Durata: ? - Spettatori: ? | Brasile   | 3 - 0 | Venezuela | 25-22, 25-17, 25-12               |
| 22 agosto 2014 Coliseo Menor, Popayán Durata: ? - Spettatori: ? | Argentina | 0 - 3 | Colombia  | 17-25, 17-25, 23-25               |
| 23 agosto 2014 Coliseo Menor, Popayán Durata: ? - Spettatori: ? | Cile      | 3 - 0 | Venezuela | 25-16, 25-18, 25-22               |
| 23 agosto 2014 Coliseo Menor, Popayán Durata: ? - Spettatori: ? | Brasile   | 3 - 0 | Argentina | 25-11, 25-16, 25-12               |
| 23 agosto 2014 Coliseo Menor, Popayán Durata: ? - Spettatori: ? | Colombia  | 3 - 0 | Perù      | 25-23, 25-20, 25-18               |
| 24 agosto 2014 Coliseo Menor, Popayán Durata: ? - Spettatori: ? | Venezuela | 0 - 3 | Perù      | 21-25, 13-25, 14-25               |
| 24 agosto 2014 Coliseo Menor, Popayán Durata: ? - Spettatori: ? | Argentina | 3 - 1 | Cile      | 25-19, 25-13, 23-25, 25-21        |
| 24 agosto 2014 Coliseo Menor, Popayán Durata: ? - Spettatori: ? | Colombia  | 0 - 3 | Brasile   | 13-25, 8-25, 12-25                |

### Classifica
| Pos | Squadra   | Pt | G | V | P | SV | SP | Ratio | PF  | PS  | Ratio |
| --- | --------- | -- | - | - | - | -- | -- | ----- | --- | --- | ----- |
| 1   | Brasile   | 15 | 5 | 5 | 0 | 15 | 0  | MAX   | 375 | 210 | 1.785 |
| 2   | Colombia  | 12 | 5 | 4 | 1 | 12 | 4  | 3.000 | 356 | 308 | 1.155 |
| 3   | Perù      | 8  | 5 | 3 | 2 | 9  | 9  | 1.000 | 389 | 369 | 1.054 |
| 4   | Argentina | 7  | 5 | 2 | 3 | 8  | 10 | 0.800 | 371 | 381 | 0.973 |
| 5   | Cile      | 3  | 5 | 1 | 4 | 5  | 12 | 0.416 | 301 | 403 | 0.746 |
| 6   | Venezuela | 0  | 5 | 0 | 5 | 1  | 15 | 0.066 | 277 | 398 | 0.695 |

## Classifica finale
| Pos | Squadra   | Qualificazione                    |
| --- | --------- | --------------------------------- |
|     | Brasile   | Campionato mondiale under 23 2015 |
|     | Colombia  | Campionato mondiale under 23 2015 |
|     | Perù      |                                   |
| 4   | Argentina |                                   |
| 5   | Cile      |                                   |
| 6   | Venezuela |                                   |

## Premi individuali
| Premio                 | Nome              | Squadra  |
| ---------------------- | ----------------- | -------- |
| MVP                    | Ángela Leyva      | Perù     |
| Miglior palleggiatrice | Juma da Silva     | Brasile  |
| Miglior opposto        | Ana Paula Borgo   | Brasile  |
| Miglior schiacciatrice | Gabriela de Souza | Brasile  |
| Miglior schiacciatrice | Amanda Coneo      | Colombia |
| Miglior centrale       | Ivonne Montaño    | Colombia |
| Miglior centrale       | Valquiria Carboni | Brasile  |
| Miglior libero         | Camila Gómez      | Colombia |